# Vanspor FK
El Vanspor FK, llamado Artı Değer Vanspor FK por razones de patrocinio, es un equipo de fútbol de Turquía que juega en la TFF Primera División, la segunda categoría nacional.

## Historia
Fue fundado en el año 1982 en la ciudad de Van, Turquía con el nombre Van Büyükşehir Belediyespor, y con ese nombre logró el ascenso a la TFF Tercera División en 2006/07. Van Belediyespor cambió su nombre por el de Belediye Vanspor y sus colores pasaron de ser azul y blanco a negro y rojo, los colores que tenía el desaparecido Vanspor. Ganó el ascenso a la TFF Segunda División como ganador del grupo 1 en la temporada 2007/08.
En la temporada 2011/12 tuvo que jugar de local en la capital Estambul por el terremoto de Turquía de 2011 y como resultado de la asamblea general celebrada el 9 de marzo de 2014, el nombre del club, que era el municipio de Vanspor, fue cambiado a Van B-yk-ehir Belediyespor
En la temporada 2017/18 terminó en tercer lugar del grupo y clasificó al playoff de ascenso y logró el ascenso a la TFF Segunda División. En la temporada 2019/20 el club cambia su nombre por el actual en una asamblea extraordinaria, en la cual también se anunció que el municipio dejaría de financiar al club.